# Del Andrews
Del Andrews né le 5 octobre 1894 à Saint-Louis, dans l'état du Missouri, et mort le 27 octobre 1942 à Tonopah (Nevada), est un scénariste, monteur et réalisateur américain. Il a obtenu une nomination à l'Oscar du meilleur scénario adapté pour À l'Ouest, rien de nouveau en 1930.

## Filmographie partielle

### Comme scénariste
- 1924 : Plus de femmes ! (The White Sin) de William A. Seiter
- 1928 : The Racket de Lewis Milestone
- 1930 : À l'Ouest, rien de nouveau (All Quiet on the Western Front) de Lewis Milestone

### Comme réalisateur
- 1924 : The Galloping Fish
- 1925 : Le Mauvais Chemin (Ridin' the Wind)
- 1925 : Un redresseur de torts (en) (That Devil Quemado)
- 1925 : Les Monts maudits (en) (The Wild Bull's Lair)
- 1926 : The Yellow Back (en)
- 1927 : Banquier par amour (en) (A Hero on Horseback)
- 1928 : The Wild West Show

### Comme monteur
- 1921 : Lèvres menteuses (Lying Lips) de John Griffith Wray